# H氏賞
H氏賞（エイチししょう）は日本現代詩人会が主催する、新人の優れた現代詩の詩人の詩集を広く社会に推奨することを目的とした文学賞。詩壇の芥川賞とも呼ばれる。

## 概要
協栄産業を興した平澤貞二郎の基金により1950年（昭和25年）に創設された。当初の呼称は「H賞」。基金拠出者で、プロレタリア詩人でもあった平澤が匿名を強く希望したため、賞の名はHirasawaの頭文字だけを冠する。「佐藤春夫がH氏では？」との憶測も流れたため、平澤と共に発案者であった村野四郎はやむを得ず、日本経済新聞コラム「交遊抄」の1965年1月6日付けで、平澤であると明かした。
石垣りん、富岡多恵子、吉岡実、黒田喜夫、入沢康夫、白石かずこ、青木はるみなどを輩出している。
選考は毎春、前年1月1日から12月31日の間に発行された、会員・非会員無関係に新人の全詩集を対象に行なわれ、会員投票と選考委員の推薦により決定。受賞者には記念品と賞金50万円が贈られる。同様の性質と価値をもった賞に、日本詩人クラブ主催の「日本詩人クラブ新人賞」がある。

## 授賞記録
（出典:）
| 授賞回次 | 授賞年度 | 受賞者名         | 受賞作品名または業蹟         |
| -------- | -------- | ---------------- | ---------------------------- |
| 第1回    | 1951年   | 殿内芳樹         | 断層                         |
| 第2回    | 1952年   | 長島三芳         | 黒い果実                     |
| 第3回    | 1953年   | 上林猷夫         | 都市幻想                     |
| 第4回    | 1954年   | 桜井勝美         | ボタンについて               |
| 第5回    | 1955年   | 黒田三郎         | ひとりの女に                 |
| 第6回    | 1956年   | 鳥見迅彦         | けものみち                   |
| 第7回    | 1957年   | 井上俊夫         | 野にかかる虹                 |
| 第7回    | 1957年   | 金井直           | 飢渇                         |
| 第8回    | 1958年   | 富岡多恵子       | 返礼                         |
| 第9回    | 1959年   | 吉岡実           | 僧侶                         |
| 第10回   | 1960年   | 黒田喜夫         | 不安と遊撃                   |
| 第11回   | 1961年   | 石川逸子         | 狼・私たち                   |
| 第12回   | 1962年   | 風山瑕生         | 大地の一隅                   |
| 第13回   | 1963年   | 高良留美子       | 場所                         |
| 第14回   | 1964年   | 石原吉郎         | サンチョ・パンサの帰郷       |
| 第15回   | 1965年   | 沢村光博         | 火の分析                     |
| 第16回   | 1966年   | 入沢康夫         | 季節についての試論           |
| 第17回   | 1967年   | 三木卓           | 東京午前三時                 |
| 第18回   | 1968年   | 鈴木志郎康       | 罐製同棲又は陥穽への逃亡     |
| 第18回   | 1968年   | 村上昭夫         | 動物哀歌                     |
| 第19回   | 1969年   | 石垣りん         | 表札など                     |
| 第19回   | 1969年   | 犬塚堯           | 南極                         |
| 第20回   | 1970年   | 知念栄喜         | みやらび                     |
| 第21回   | 1971年   | 白石かずこ       | 聖なる淫者の季節             |
| 第22回   | 1972年   | 粒来哲蔵         | 孤島記                       |
| 第23回   | 1973年   | 一丸章           | 天鼓                         |
| 第24回   | 1974年   | 郷原宏           | カナンまで                   |
| 第25回   | 1975年   | 清水哲男         | 水甕座の水                   |
| 第26回   | 1976年   | 荒川洋治         | 水駅                         |
| 第27回   | 1977年   | 小長谷清実       | 小航海26                     |
| 第28回   | 1978年   | 大野新           | 家                           |
| 第29回   | 1979年   | 松下育男         | 肴                           |
| 第30回   | 1980年   | 一色真理         | 純粋病                       |
| 第31回   | 1981年   | 小松弘愛         | 狂泉物語                     |
| 第31回   | 1981年   | ねじめ正一       | ふ                           |
| 第32回   | 1982年   | 青木はるみ       | 鯨のアタマが立っていた       |
| 第33回   | 1983年   | 井坂洋子         | GIGI                         |
| 第33回   | 1983年   | 高柳誠           | 卵宇宙水晶宮博物誌           |
| 第34回   | 1984年   | 水野るり子       | ヘンゼルとグレーテルの島     |
| 第35回   | 1985年   | 崔華國           | 猫談義                       |
| 第36回   | 1986年   | 鈴木ユリイカ     | Mobile・愛                   |
| 第37回   | 1987年   | 佐々木安美       | さるやんまだ                 |
| 第37回   | 1987年   | 永塚幸司         | 梁塵                         |
| 第38回   | 1988年   | 真下章           | 神サマの夜                   |
| 第39回   | 1989年   | 藤本直規         | 別れの準備                   |
| 第40回   | 1990年   | 高階杞一         | キリンの洗濯                 |
| 第41回   | 1991年   | 杉谷昭人         | 人間の生活                   |
| 第42回   | 1992年   | 本多寿           | 果樹園                       |
| 第43回   | 1993年   | 以倉紘平         | 地球の水辺                   |
| 第44回   | 1994年   | 高塚かず子       | 生きる水                     |
| 第45回   | 1995年   | 岩佐なを         | 霊岸                         |
| 第46回   | 1996年   | 片岡直子         | 産後思春期症候群             |
| 第47回   | 1997年   | 山田隆昭         | うしろめた屋                 |
| 第48回   | 1998年   | 貞久秀紀         | 空気集め                     |
| 第49回   | 1999年   | 鍋島幹夫         | 七月の鏡                     |
| 第50回   | 2000年   | 龍秀美           | TAIWAN                       |
| 第51回   | 2001年   | 森哲弥           | 幻想思考理科室               |
| 第52回   | 2002年   | 松尾真由美       | 密約-オブリガート            |
| 第53回   | 2003年   | 河津聖恵         | アリア、この夜の裸体のために |
| 第54回   | 2004年   | 松岡政則         | 金田君の宝物                 |
| 第55回   | 2005年   | 山本純子         | あまのがわ                   |
| 第56回   | 2006年   | 相沢正一郎       | パルナッソスへの旅           |
| 第57回   | 2007年   | 野木京子         | ヒムル、割れた野原           |
| 第58回   | 2008年   | 杉本真維子       | 袖口の動物                   |
| 第59回   | 2009年   | 中島悦子         | マッチ売りの偽書             |
| 第60回   | 2010年   | ティアン・ユアン | 石の記憶                     |
| 第61回   | 2011年   | 高木敏次         | 傍らの男                     |
| 第62回   | 2012年   | 廿楽順治         | 化車                         |
| 第63回   | 2013年   | 石田瑞穂         | まどろみの島                 |
| 第64回   | 2014年   | 峯澤典子         | ひかりの途上で               |
| 第65回   | 2015年   | 岡本啓           | グラフィティ                 |
| 第66回   | 2016年   | 森本孝徳         | 零余子回報                   |
| 第67回   | 2017年   | 北原千代         | 真珠川 Barroco               |
| 第68回   | 2018年   | 十田撓子         | 銘度利加                     |
| 第69回   | 2019年   | 水下暢也         | 忘失について                 |
| 第70回   | 2020年   | 高塚謙太郎       | 量                           |
| 第71回   | 2021年   | 石松佳           | 針葉樹林                     |
| 第72回   | 2022年   | うるし山千尋     | ライトゲージ                 |
| 第73回   | 2023年   | 小野絵里華       | エリカについて               |
| 第74回   | 2024年   | 尾久守侑         | Uncovered Therapy            |
| 第75回   | 2025年   | 草間小鳥子       | ハルシネーション             |